# Paolo Chong Hasang
Paolo Chong Hasang (1794 – 22 settembre 1839) è stato un religioso coreano, figlio del martire Agostino Jeong Yak-jong e nipote del filosofo Jeong Yak-yong.
È stato proclamato santo da papa Giovanni Paolo II nel 1984 nella Basilica di San Pietro in Vaticano ed è, con sant'Andrea Kim Taegon, il capofila dei 103 santi martiri coreani.
La sua Memoria liturgica cade il 22 settembre, ma anche il 20 settembre, assieme a tutti i martiri coreani.